# نایت گالری
نایت گالری (انگلیسی: Night Gallery) نام یک مجموعه آنتولوژی تلویزیونی آمریکایی است که از سال ۱۹۷۰ تا ۱۹۷۳ میلادی از شبکهٔ ان‌بی‌سی پخش شد.
در آغاز مجموعه تلویزیونی، مالک یک گالری نقاشی و آثار هنری (با هنرنمایی راد سرلینگ) یک داستان وحشتناک را در خلال نشان دادن سه تابلوی نقاشی خوفناک (که معمولاً توماس جی. رایت آنها را طراحی و نقاشی کرده بود) به بینندگان روایت می‌کرد و داستان هر قسمت، از آنجا شروع می‌شد.
این مجموعه تلویزیونی، در سال ۱۳۵۳ خورشیدی، با نامِ دایرهٔ وحشت و با دوبلهٔ فارسی از تلویزیون ملی ایران پخش شد.